# ISO 21500
ISO 21500 — серія стандартів Міжнародної організації зі стандартизації (ISO), розроблена технічним комітетом ISO ISO/TC 258, які застосовуються при управлінні проєктами, програмами та портфелями організацій.   
Успішне управління проєктами є основоположним для підвищення ефективності та кращих результатів. Воно також часто нерозривно пов’язано з управлінням програмами та портфелями разом із пов’язаним врядуванням.
ISO 21500 в Україні
Український переклад стандарту опублікований для коментарів на сайті: https://pmdoc.ua/iso/
Переклад стандарту на українські мову здійснив Анатолій Савін із своєю командою.

## ISO 21500:2021 “Управління проєктами, програмами та портфелями. Контекст та концепції”
Є основоположним стандартом, який надає загальні вказівки щодо використання стандартів серії ISO 21500. Документ містить загальні настанови щодо використання підготовлених ISO/TC 258 стандартів щодо управління проєктами, програмами та портфелями, а також огляд цих дисциплін та пов’язаного з ними врядування в організації.

## ISO 21502:2020 “Управління проєктами, програмами та портфелями. Настанови щодо управління проєктами”
Пропонує рекомендації та структуру в управлінні проєктами з акцентом на вигоди та кінцеві результати, від початку до завершення, включаючи діяльність з нагляду за проєктом та спрямування проєкту. ISO 21502 надає рекомендації щодо різних практик, необхідних на кожній фазі життєвого циклу проєкту, включаючи планування та контроль (наприклад, вирішення ризиків і обставин, та контроль змін), а також управління вигодами, бізнес- та соціальними змінами та інформацією.

## ISO 21503:2022 “Управління проєктами, програмами та портфелями. Настанови щодо управління програмами”
Надає настанови щодо концепцій, попередніх умов та практик управління програмами, які важливі для виконання програм та впливають на їх успіх. Цей документ може бути адаптований для задоволення потреб будь-якої організації або окремої особи з метою покращення застосування концепції, попередніх умов та методів управління програмами.

## ISO 21504:2022 “Управління проєктами, програмами та портфелями. Настанови щодо управління портфелями”
Надає настанови щодо принципів управління портфелями проєктів і програм. Цей документ стосується організацій будь-якого типу, зокрема державних та приватних, та організацій будь-якого розміру та сфери. Настанови, наведені в цьому документі, покликані бути пристосовані до конкретного середовища кожного портфеля проєктів і програм.

## ISO 21505:2017 “Управління проєктами, програмами та портфелями. Настанови щодо врядування”
Описує контекст, в якому здійснюють врядування проєктами, програмами та портфелями, та містить настанови щодо управління проєктами, програмами та портфелями. Цей документ також можна використовувати для оцінки, засвідчення або перевірки функції врядування проєктами, програмами або портфелями.

## ISO/TR 21506:2018 “Управління проєктами, програмами та портфелями. Словник”
Визначає терміни, які використовуються в галузі управління проєктами, програмами та портфелями. Він може використовуватися будь-яким типом організації, включаючи державні та приватні, будь-якого розміру чи сектора, а також будь-який тип проєкту, програми чи портфеля (портфоліо) за рівнем складності, розміру чи тривалості.

## ISO 21508:2018 “Управління здобутою цінністю в управлінні проєктами та програмами”
Надає керівництво людям, які беруть участь в управлінні здобутою цінністю. Він описує методи, які забезпечують вигоди для планування та контролю проєктів або програм. Цей документ містить рекомендації щодо концепцій, відповідальності, інтеграції та процесів для впровадження управління здобутою цінністю.

## ISO 21511:2018 “Ієрархічні структури робіт для управління проєктами та програмами”
Надає рекомендації щодо ієрархічної структури робіт для тих осіб, які працюють у сфері управління проєктами та програмами і які залучені до розробки та використання ієрархічної структури робіт. Цей документ охоплює методи, що забезпечують вигоди для планування та контролю проєктів або програм, а також містить рекомендації щодо концепцій ієрархічної структури робіт, складу та взаємин з іншими структурами.

## Узгоджені та пов'язані стандарти

### ISO 10006:2018 “Управління якістю — Настанови щодо управління якістю в проєктах”
Надає настанови щодо управління якістю в проєктах. У ньому стисло викладено принципи та практику управління якістю, запровадження яких унаслідок їх впливу є важливим для досягнення цілей у сфері якості в проєктах. Його узгоджено з ISO 9000 та ISO 9001, а також він доповнює настанови, викладені в ISO 21502.

### ISO 31010 "Керування ризиком. Методи загального оцінювання ризику"
ISO_31010:2009_Керування_ризиком._Методи_загального_оцінювання_ризику

### ISO 9000
ISO 9000

### ISO 9001
ISO 9001